# Општина Крајешти (Муреш)
Крајешти (рум. Crãieşti) општина је у Румунији у округу Муреш.
Oпштина се налази на надморској висини од 376 m.